# Alexander Renczes
Alexander Renczes, též Sándor Renczés (2. října 1923 Dunajská Streda – 5. srpna 2007), byl slovenský a československý politik Komunistické strany Slovenska maďarské národnosti, poúnorový poslanec Národního shromáždění ČSSR a poslanec Sněmovny lidu a Sněmovny národů Federálního shromáždění za normalizace.

## Biografie
Ve volbách roku 1964 byl zvolen za KSS do Národního shromáždění ČSSR za Západoslovenský kraj. V Národním shromáždění zasedal až do konce volebního období parlamentu v roce 1968. Patřil mezi 10 etnických Maďarů zvolených v roce 1964 do Národního shromáždění.
K roku 1968 se profesně uvádí jako předseda JZD z obvodu Šamorín. Angažoval se v kulturním spolku etnických Maďarů Csemadok. Působil v oblasti obce Horná Potôň (Felsőpatony).
Po federalizaci Československa usedl roku 1969 do Sněmovny lidu Federálního shromáždění (volební obvod Šamorín), kde setrval do konce volebního období, tedy do voleb v roce 1971. Ve volbách do Sněmovny národů v roce 1971 byl zvolen poslancem této komory Federálního shromáždění a mandát v ní obhájil i ve volbách v roce 1976. Zasedal zde až do konce volebního období, tedy do voleb v roce 1981.